# SaBaT Praha
SaBaT Praha je jeden z nejstarších českých baseballových a softballových sportovních klubů. Název SaBaT znamená Softball a Baseball Trója. Pod tímto názvem funguje klub od roku 1992, kdy došlo ke spojení softballového Slavoje Praha a baseballového Kova. Ženský A tým hraje dlouhodobě nejvyšší soutěž – Extraligu žen, B tým 2. českou softballovou ligu žen. Muži hrají dlouhodobě 1. ligu, v roce 2020 odehráli jednu sezónu v nejvyšší soutěži v baseballové Extralize. To je také střednědobý cíl klubu – postup mužů do baseballové Extraligy.
Klub má i týmy všech dětských věkových kategorií. V baseballu U7, U9, U11, U13, U15, U18, softballistky nastupují v žákyňských, kadetských i juniorských soutěžích.

## Týmy v soutěžích 2024

### Baseball
- Muži A – 1. LIGA
- Muži B – Regionální přebor mužů
- U18 – Juniorská extraliga
- U15 – Regionální přebor U15
- U13 – Regionální přebor U13
- U11 – Regionální přebor U11
- U10 – Regionální přebor U10
- U9 – Regionální přebor U9
- U8 – Regionální přebor U8
- U7 – Regionální přebor U7

### Softball
- Ženy A – Softballová extraliga žen
- Ženy B – 2. Národní Liga žen
- Juniorky – juniorská 2. Liga
- Kadetky – Superliga kadetek
- Žákyně – Superliga žákyň

## 2023
V sezóně 2023 dosáhly týmy několika úspěchů na celostátní úrovni. Tabulku obsahuje pořadí týmů v celostátních soutěžích či na Mistrovství ČR.
| Tým      | Soutěž    | Pořadí   |
| -------- | --------- | -------- |
| ženy A   | Extraliga | 6. místo |
| muži A   | 1. liga   | 2. místo |
| ženy B   | 2. liga   | 5. místo |
| muži U21 | Extraliga | 3. místo |
| juniorky | 2. liga   | 5. místo |
| muži U18 | MČR U18   | 2. místo |
| kadetky  | Superliga | 3. místo |
| muži U15 | MČR U15   | 3. místo |
| žákyně   | Superliga | 7. místo |

## Úspěchy
- 1993 – juniorky vicemistryně ČR
- 1996 – juniorky Mistryně ČR v softballu
- 1997 – juniorky Mistryně ČR v softballu
- 1998 – juniorky Mistryně ČR v softballu
- 2002 – 3. místo v Extralize žen
- 2003 – 3. místo v Poháru vítězů pohárů v softballu žen
- 2006 – 3. místo v Extralize žen
- 2007 – 2. místo v Extralize žen
- 3. místo na Evropském poháru softballu žen
- 2008 – 3. místo v Extralize žen
- 2009 – 3. místo v Extralize žen
- 2010 – 1. místo v Českém baseballovém poháru kategorie U8
- 3. místo v Extralize žen
- 2017 – 3. místo MČr softballu kadetek

## Síň slávy
- Jan Zákora
- Libor Knapp
- Helena Zákorová
- Jiří Dudek
- Jan Měřička
- Eva Křepinská
- Michal Berka
- Martin Štěpán
- Jiří Křepinský
- Kristýna Kalinová
- Tomáš Vavruša
- Eda Hais
- Helena Vavrušová
- Jitka Horová
- Vít Křepinský